# Котловановка
Котловановка — упразднённое село в Бурлинском районе Алтайского края. Входило в состав Партизанского сельсовета. Ликвидировано в 1959 г.

## История
Основано в 1908 году. В 1928 г. деревня Котлованка состояла из 59 хозяйств, центр Котлованского сельсовета Ново-Алексеевского района Славгородского округа Сибирского края. Сельскохозяйственная артель «Красный партизан».
С 1953 г. в составе Асямовского сельсовета.

## Население
В 1928 году в посёлке проживало 320 человек (163 мужчины и 157 женщин), основное население — украинцы.

## Инфраструктура
Было развито сельское хозяйство. С 1950 г. действовало отделение укрупненного колхоза «Победа», с 1957 г. — отделение совхоза «Бурлинский».